# Diócesis de Nuoro
La diócesis de Nuoro (en latín: Dioecesis Nuorensis y en italiano: Diocesi di Nuoro) es una circunscripción eclesiástica de la Iglesia católica en Italia. Se trata de una diócesis latina, sufragánea de la arquidiócesis de Cagliari. Desde el 2 de julio de 2019 su obispo es Antonio Mura.

## Territorio y organización

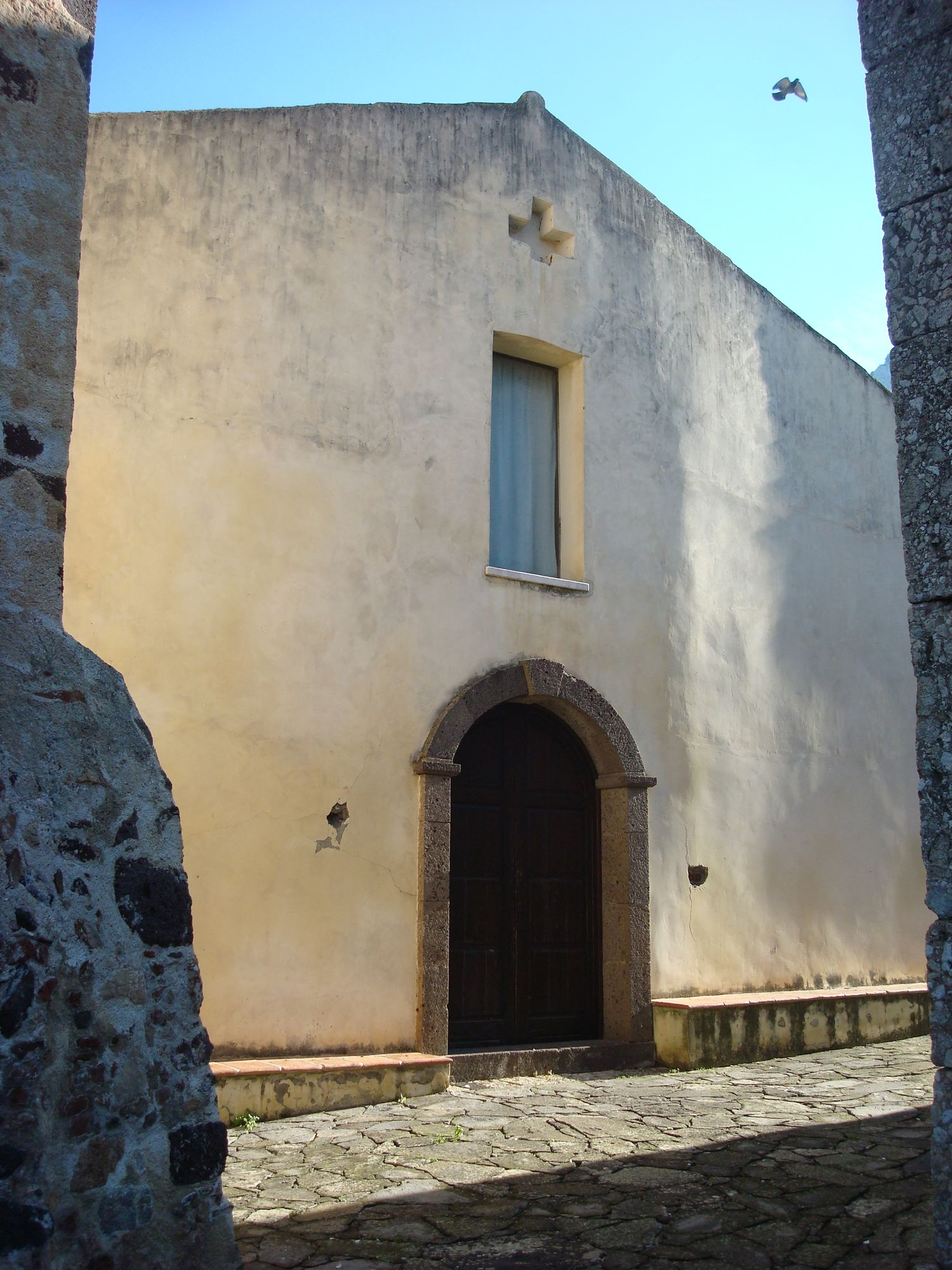
Excatedral de San Pedro, en Galtellì

La diócesis tiene 2806 km² y extiende su jurisdicción sobre los fieles católicos de rito latino residentes en parte de la región de Cerdeña, comprendiendo:
- en la provincia de Nuoro las comunas de: Bitti, Dorgali, Fonni, Galtellì, Gavoi, Irgoli, Loculi, Lodè, Lodine, Lula, Mamoiada, Nuoro, Oliena, Ollolai, Olzai, Onanì, Onifai, Oniferi, Orani, Orgosolo, Orosei, Orotelli, Orune, Ottana, Posada, Sarule, Siniscola y Torpè;
- en la provincia de Sassari la comuna de Budoni.

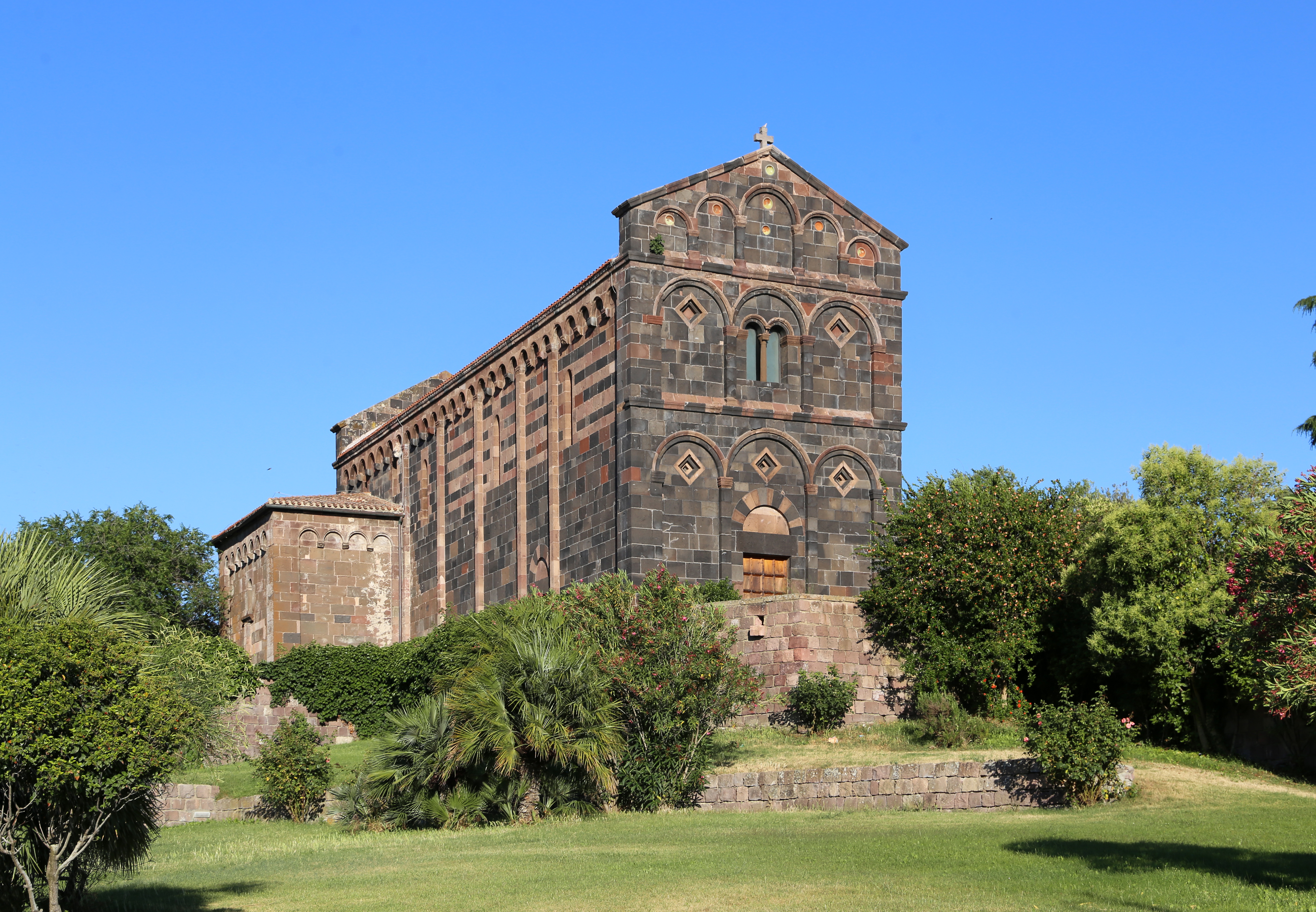
Excatedral de San Nicolás, en Ottana

La sede de la diócesis se encuentra en la ciudad de Nuoro, en donde se halla la Catedral de Nuestra Señora de las Nieves.  En el territorio de la diócesis existen las excatedrales de: San Pedro, en Galtellì (exdiócesis de Galtellì), y San Nicolás, en Ottana (exdiócesis de Ottana).
En 2021 en la diócesis existían 46 parroquias agrupadas en 5 foranías: Nuoro, Bitti e Siniscola, Dorgali, Fonni e Gavoi y Orani.

## Historia
Con el nacimiento de los giudicati, la Iglesia también se encaminó hacia la reorganización eclesiástica de Cerdeña. Quizás en la época del papa Alejandro II (1061-1073), la isla estaba dividida en provincias eclesiásticas correspondientes a los giudicati.
En Gallura se atestigua por primera vez un episcopatus gallurensis en un documento de 1095. También se menciona como obispo de Gallura al obispo Villano, documentado en 1114 y 1116, sin indicación específica de la sede episcopal. Esto llevaría a pensar que originalmente Gallura tenía una única diócesis y sólo en un momento posterior se erigió también la diócesis de Galtellì, por desmembración del territorio de la diócesis de Gallura, que al mismo tiempo tomó el nombre de diócesis de Civita.
La diócesis de Galtellì es mencionada por primera vez en 1138, en la bula Tunc apostolicae sedis del papa Inocencio II, con la que el pontífice sometió las dos diócesis de Gallura a la provincia eclesiástica de la arquidiócesis de Pisa. Es por lo tanto concebible que la diócesis de Galtellì fuera erigida entre 1116, cuando Gallura todavía tenía una sola diócesis, y 1138, cuando se atestiguaron por primera vez dos.
La sumisión a Pisa fue confirmada por los papas posteriores, particularmente en 1146, 1157 y 1176. Después de la caída del dominio pisano sobre Cerdeña, la sede de Galtellì pasó a ser inmediatamente sujeta a la Santa Sede. El primer obispo conocido de Galtellì es Bernardo, documentado en 1138 y 1143. La catedral estaba dedicada a san Pedro apóstol.
La jurisdicción de los obispos de Galtellì se extendía sobre los curatos de Barbagia de Bitti, de Orfili, de Galtellì y de Posada. Incluía las parroquias de los pueblos de Bibisse, Bitti, Dorgali, Duascodere, Dulicorra, Dure, Feronia, Filluri, Gadano, Galtellì, Golcone, Goltodolfe, Gorgolenero, Gorofai, Gurguray, Iloe, Irgoli (Ircule), Isarle (Gisalle), Locchoe, Lochele, Loculi, Lodè (Lodedè), Longe (Iloghe), Lula, Montanna, Muro, Nurule, Oliena, Onanì, Onifai, Orfillo, Orosei, Ossio, Panana, Posada, Resquion, San Giovanni di Ofillo, San Giovanni di Ossillili, Santa Lucia, Santa Maria di Lugula, Sancta Maria Magdalena, Siniscola, Soltenissa, Stellaria, Sulla, Tamarispa, Torpè y Torpè Ispertu.
Mediante la bula Sacrosancta Romana Ecclesia del 11 de septiembre de 1495, la diócesis fue suprimida y su territorio unido al de la arquidiócesis de Cagliari: esta decisión fue causada por las dificultades económicas y la pequeña población, diezmada por las plagas y las guerras judiciales. Esta unión entró en vigor al año siguiente, con la muerte de obispo Giovanni Vincy.
Durante la unión con Cagliari hubo intentos de restaurar la diócesis de Galtelli, pero no llegaron a buen puerto. La restauración de la diócesis tuvo lugar bajo el gobierno de Saboya.
El 21 de julio de 1779, mediante la bula Eam inter coeteras del papa Pío VI, la sede fue restablecida con el nombre de diócesis de Galtellì-Nuoro, como sufragánea de la arquidiócesis de Cagliari y con residencia en Nuoro. El territorio comprendía, además de la antigua diócesis de Galtellì, la ciudad de Nuoro y las localidades de Orune que hasta 1502 formaba parte de la diócesis de Castro, y Lollove, derivada de la diócesis de Alguer; Orgosolo, adquirido por la arquidiócesis de Cagliari; y Fonni y Mamoiada , que habían pertenecido a la arquidiócesis de Oristán.
Durante el siglo XIX la diócesis tuvo una vida agitada con un largo periodo de sede vacante. En 1828 el obispo Casabianca fue interdictado por haber demostrado una conducta reprensible. La diócesis fue luego confiada a varios administradores apostólicos: primero a Giovanni Maria Bua, arzobispo de Oristán, luego a Alessandro Domenico Varesini, arzobispo de Sassari y finalmente a Emanuele Marongiu Nurra, arzobispo de Cagliari. Estos dos últimos prelados, sin embargo, tuvieron que sufrir graves desacuerdos por parte del gobierno del Reino de Cerdeña. Por sus protestas contra una legislación que atentaba contra los derechos de la Iglesia, fueron condenados a penas de prisión que debían cumplir en sus respectivas sedes episcopales y vieron expropiados los ingresos de sus mesas episcopales. La vacante de la sede duró hasta el año 1867.
A pesar de ello, el administrador Giovanni Maria Bua erigió el seminario diocesano, construyó el nuevo palacio episcopal e inició la construcción de una nueva catedral, para sustituir a la anterior dedicada a Santa María la Mayor.
Tras la reconstitución de la provincia de Nuoro, el 27 de enero de 1928 la diócesis asumió su nombre actual mediante el decreto Antiquam Galtellinensem de la Congregación Consistorial. En 2004 Galtelli pasó a ser sede titular.
Entre los obispos más importantes del siglo XX, cabe citar a Maurilio Fossati, obispo de 1924 a 1929, luego arzobispo de Sassari y Turín, y cardenal; y Giuseppe Cogoni, obispo de 1930 a 1939, a quien se debe el nacimiento del boletín diocesano y la institución de la Acción Católica en todas las parroquias de la diócesis.
El 31 de diciembre de 1938, mediante el decreto de la Congregación Consistorial, las parroquias de Orotelli, Ottana, Orani, Sarule y Oniferi pasaron de la diócesis de Alguer a la diócesis de Nuoro.
En 1983 y 1987, dos jóvenes de Nuoro fueron proclamadas beatas por Juan Pablo II: la monja trapense María Gabriella dell'Unità y Antonia Mesina, mártir de la pureza.
Desde el 9 de abril de 2020 la diócesis está unida in persona episcopi con la diócesis de Lanusei.

## Estadísticas
Según el Anuario Pontificio 2022 la diócesis tenía a fines de 2021 un total de 118 561 fieles bautizados.
| Año                                                                             | Población            | Población | Población      | Sacerdotes | Sacerdotes    | Sacerdotes    | Bautizados por sacerdote | Diáconos permanentes | Religiosos | Religiosos | Parroquias |
| Año                                                                             | Bautizados católicos | Total     | % de católicos | Total      | Clero secular | Clero regular | Bautizados por sacerdote | Diáconos permanentes | Varones    | Mujeres    | Parroquias |
| ------------------------------------------------------------------------------- | -------------------- | --------- | -------------- | ---------- | ------------- | ------------- | ------------------------ | -------------------- | ---------- | ---------- | ---------- |
| 1950                                                                            | 102 000              | 102 000   | 100.0          | 68         | 60            | 8             | 1500                     |                      | 10         | 110        | 34         |
| 1969                                                                            | 118 078              | 118 078   | 100.0          | 99         | 84            | 15            | 1192                     |                      | 20         | 115        | 44         |
| 1980                                                                            | 127 091              | 126 991   | 100.1          | 94         | 85            | 9             | 1352                     |                      | 18         | 166        | 47         |
| 1990                                                                            | 125 841              | 128 332   | 98.1           | 101        | 90            | 11            | 1245                     |                      | 15         | 138        | 46         |
| 1999                                                                            | 124 676              | 125 231   | 99.6           | 87         | 79            | 8             | 1433                     | 5                    | 9          | 122        | 46         |
| 2000                                                                            | 125 102              | 125 829   | 99.4           | 86         | 78            | 8             | 1454                     | 6                    | 9          | 131        | 46         |
| 2001                                                                            | 124 990              | 125 665   | 99.5           | 93         | 82            | 11            | 1343                     | 6                    | 12         | 128        | 46         |
| 2002                                                                            | 125 205              | 126 014   | 99.4           | 88         | 77            | 11            | 1422                     | 5                    | 12         | 115        | 46         |
| 2003                                                                            | 124 485              | 125 178   | 99.4           | 90         | 76            | 14            | 1383                     | 5                    | 14         | 122        | 46         |
| 2004                                                                            | 122 526              | 123 906   | 98.9           | 88         | 75            | 13            | 1392                     | 7                    | 13         | 121        | 46         |
| 2010                                                                            | 122 447              | 124 708   | 98.1           | 94         | 81            | 13            | 1302                     | 8                    | 14         | 111        | 46         |
| 2013                                                                            | 122 912              | 124 811   | 98.5           | 89         | 76            | 13            | 1381                     | 8                    | 14         | 91         | 46         |
| 2016                                                                            | 122 045              | 123 789   | 98.6           | 85         | 73            | 12            | 1435                     | 8                    | 12         | 66         | 46         |
| 2019                                                                            | 121 987              | 122 930   | 99.2           | 78         | 67            | 11            | 1563                     | 8                    | 12         | 59         | 46         |
| 2021                                                                            | 118 561              | 119 214   | 99.5           | 78         | 70            | 8             | 1520                     | 8                    | 8          | 49         | 46         |
| Fuente: Catholic-Hierarchy, que a su vez toma los datos del Anuario Pontificio. |                      |           |                |            |               |               |                          |                      |            |            |            |

### Vida consagrada
Los institutos y sociedades presentes en la diócesis son: la Orden de los Hermanos Menores, los Oblatos de San José, las Siervas de la Sagrada Familia, la Pía Sociedad de San Francisco de Sales (salesianos), las Monjas Benedictinas Mater Unitatis, las Auxiliares de San José, las Hijas de la Caridad, las Hijas de María Auxiliadora, las Hijas de San José (Genoni), las Franciscanas de los Sagrados Corazones, las Oblatas de la Reina de los Apóstoles y la Orden de las Carmelitas Descalzas.

## Episcopologio

### Obispos de Galtellì
- Bernardo † (antes de 1138-después de 1143)[15]
- Giovanni † (mencionado en 1173)
- Magister[16] † (mencionado en 1206)
- Anónimo † (mencionado en 1254)
- Anónimo † (?-circa de junio de 1263 falleció)
- Anónimo † (después de junio de 1263-?)
- Pompeiano † (mencionado en 1273)
- Anónimo † (mencionado en 1302)
- Nicola † (?-1329 falleció)
- Gualtiero, O.P. † (19 de junio de 1329-? falleció)
- Simone † (30 de julio de 1333-? falleció)
- Antonio † (15 de julio de 1345-? falleció)
- Arnaldo, O.Carm. † (11 de julio de 1348-? falleció)
- Alberto † (10 de marzo de 1365-? falleció)
- Antonio Sabatini, O.Carm. † (28 de enero de 1376-? falleció)
  - Antoine Pétri, O.Carm. † (28 de marzo de 1379-? falleció) (obediencia aviñonesa)
  - Guillaume Arnaud, O.F.M. † (26 de enero de 1386-?) (obediencia aviñonesa)
- Antonio Roceres † (1387-1394 falleció)
- Paolo, O.F.M. † (14 de octubre de 1394-?)
- Bertrando Flores † (19 de septiembre de 1404-21 de diciembre de 1407 nombrado arzobispo de Oristán)
- Gerardo † (27 de agosto de 1406-? falleció)
- Giovanni Miracapelli, O.P. † (11 de diciembre de 1419-? falleció)
- Giovanni Ferrer, O.F.M. † (10 de julio de 1426-1428 falleció)
- Guglielmo da Morana, O.F.M. † (5 de marzo de 1428-1432 falleció)
- Sebastiano Abbate, O.P. † (6 de marzo de 1433-? falleció)
- Lorenzo Pujol, O.F.M. † (28 de septiembre de 1451-? falleció)
- Giovanni Cicci, O.P. † (8 de junio de 1457-? falleció)
- Giorgio Pinna † (4 de mayo de 1467-? falleció)
- Guglielmo Oller † (6 de enero de 1487-? falleció)
- Guglielmo Vidal † (26 de junio de 1490-? falleció)
- Giovanni Vincy † (8 de enero de 1494-1496 falleció)
  - Sede unida a la arquidiócesis de Cagliari (1496-1779)

### Obispos de Galtellì-Nuoro, luego Nuoro
- Giovanni Antioco Serra-Urru † (18 de septiembre de 1780-8 de febrero de 1786 falleció)[13]
  - Sede vacante (1786-1788)
- Pietro Craveri, O.F.M. † (7 de abril de 1788-7 de octubre de 1801 falleció)
- Alberto Maria Giuseppe Andrea Luigi Solinas, O.Carm. † (17 de enero de 1803-17 de julio de 1817 falleció)
- Antonio-Maria Casabianca † (29 de marzo de 1819-29 de enero de 1828 renunció)
  - Sede vacante (1828-1867)[nota 2]
- Salvatore Angelo Demartis, O.Carm. † (22 de febrero de 1867-24 de junio de 1902 falleció)
- Luca Canepa † (18 de febrero de 1903-11 de diciembre de 1922 falleció)
- Maurilio Fossati, O.SS.G.C.N. † (24 de marzo de 1924-2 de octubre de 1929 nombrado arzobispo de Sassari)
- Giuseppe Cogoni † (20 de noviembre de 1930-4 de noviembre de 1938 nombrado arzobispo de Oristán)
- Felice Beccaro † (3 de marzo de 1939-26 de noviembre de 1946 nombrado obispo de San Miniato)
- Giuseppe Melas † (31 de enero de 1947-10 de septiembre de 1970 falleció)
- Giovanni Melis Fois † (7 de noviembre de 1970-16 de abril de 1992 retirado)
- Pietro Meloni (16 de abril de 1992-21 de abril de 2011 retirado)
- Mosè Marcia (21 de abril de 2011-2 de julio de 2019 retirado)
- Antonio Mura, desde el 2 de julio de 2019